# ノースダコタ州知事
ノースダコタ州知事（英語：Governor of State of North Dakota）は、アメリカ合衆国のノースダコタ州の州知事である。

## 一覧
| #  | 氏名                                 | 任期                            | 政党       |
| -- | ------------------------------------ | ------------------------------- | ---------- |
| 1  | ジョン・ミラー                       | 1889年11月20日 - 1891年1月7日   | 共和党     |
| 2  | アンドルー・H・バーク                | 1891年1月7日 - 1893年1月3日     | 共和党     |
| 3  | エリ・C・D・ショートリッジ           | 1893年1月3日 - 1895年1月10日    | 独立民主党 |
| 4  | ロジャー・アリン                     | 1895年1月10日 - 1897年1月6日    | 共和党     |
| 5  | フランク・A・ブリッグス              | 1897年1月6日 - 1898年8月15日    | 共和党     |
| 6  | ジョーゼフ・M・ディヴァイン          | 1898年8月15日 - 1899年1月3日    | 共和党     |
| 7  | フレデリック・B・ファンチャー        | 1899年1月3日 - 1901年1月10日    | 共和党     |
| 8  | フランク・ホワイト                   | 1901年1月10日 - 1905年1月4日    | 共和党     |
| 9  | エルモア・サールズ                   | 1905年1月4日 - 1907年1月9日     | 共和党     |
| 10 | ジョン・バーク                       | 1907年1月9日 - 1913年1月8日     | 民主党     |
| 11 | L・B・ハンナ                         | 1913年1月8日 - 1917年1月3日     | 共和党     |
| 12 | リン・フレイジャー                   | 1917年1月3日 - 1921年11月23日   | 共和党/NPL |
| 13 | ランヴァルド・A・ネストス            | 1921年11月23日 - 1925年1月7日   | 共和党/IVA |
| 14 | アーサー・G・ソーリー                | 1925年1月7日 - 1928年8月28日    | 共和党/NPL |
| 15 | ウォルター・マドック                 | 1928年8月28日 - 1929年1月9日    | 共和党/NPL |
| 16 | ジョージ・F・シェーファー            | 1929年1月9日 - 1932年12月31日   | 共和党/IVA |
| 17 | ウィリアム・ランガー                 | 1932年12月31日 - 1934年6月21日  | 共和党/NPL |
| 18 | オーレ・H・オルソン                  | 1934年6月21日 - 1935年1月7日    | 共和党/NPL |
| 19 | トーマス・H・ムーディ                | 1935年1月7日 - 1935年2月2日     | 民主       |
| 20 | ウォルター・ウェルフォード           | 1935年2月2日 - 1937年1月6日     | 共和党/NPL |
| 21 | ウィリアム・ランガー                 | 1937年1月6日 - 1939年1月5日     | 共和党/NPL |
| 22 | ジョン・モーゼス                     | 1939年1月5日 - 1945年1月4日     | 民主       |
| 23 | フレッド・ジョージ・アンダル         | 1945年1月4日 - 1951年1月3日     | 共和党     |
| 24 | クラレンス・ノーマン・ブランズデイル | 1951年1月3日 - 1957年1月9日     | 共和党     |
| 25 | ジョン・E・デイヴィス                | 1957年1月9日 - 1961年1月4日     | 共和党     |
| 26 | ウィリアム・L・ガイ                  | 1961年1月4日 - 1973年1月2日     | 民主党/NPL |
| 27 | アーサー・A・リンク                  | 1973年1月2日 - 1981年1月6日     | 民主党/NPL |
| 28 | アレン・I・オルソン                  | 1981年1月6日 - 1985年1月1日     | 共和党     |
| 29 | ジョージ・A・シナー                  | 1985年1月1日 - 1992年12月15日   | 民主党/NPL |
| 30 | エド・シェーファー                   | 1992年12月15日 - 2000年12月15日 | 共和党     |
| 31 | ジョン・ホーヴェン                   | 2000年12月15日 - 2010年12月7日  | 共和党     |
| 32 | ジャック・ダルリンプル               | 2010年12月7日 - 2016年12月15日  | 共和党     |
| 33 | ダグ・バーガム                       | 2016年12月15日 - 2024年12月15日 | 共和党     |
| 34 | ケリー・アームストロング             | 2024年12月15日 -                | 共和党     |

1. 1 2 3 4 5 6  前副知事
2. 1 2  後の財務長官
3. ↑  ノースダコタ州最高裁判所裁判長
4. 1 2 3  下院議員となる
5. 1 2 3 4 5  上院議員となる
6. 1 2  後にもう1期務める
7. ↑  後の米国農業国務長官

## 参考リンク
- State Historical Society of North Dakota, North Dakota Governors